# حسن مدني (مصارع)
حسن مدني هو مصارع هاوي مصري، ولد في 6 مارس 1979 في القاهرة في مصر.

## وصلات خارجية
- حسن مدني على موقع قاعدة بيانات المصارعة الدولية (الإنجليزية)
- حسن مدني على موقع أوليمبيديا (الإنجليزية)